# 벙어리 장갑 (드라마)
《벙어리 장갑》은 2003년 1월 1일에 KBS2에서 방영된 신년 특집 드라마이다.

## 등장 인물
- 김유석 : 현규 역
- 유혜정 : 인혜 역
- 이순재 : 남식 역
- 정재순 : 정옥 역
- 박건태 : 준영 역